# Irlanda en los Juegos Paralímpicos de Atlanta 1996
Irlanda estuvo representada en los Juegos Paralímpicos de Atlanta 1996 por un total de 63 deportistas, 46 hombres y 17 mujeres.

## Medallistas
El equipo paralímpico irlandés obtuvo las siguientes medallas:
| Nombre                  | Deporte   | Evento                     |
| ----------------------- | --------- | -------------------------- |
| Oro                     |           |                            |
| Bridie Lynch            | Atletismo | Disco F12 femenino         |
| Plata                   |           |                            |
| Tom Leahy               | Bochas    | Individual C2 mixto        |
| Mairead Berry           | Natación  | 50 m espalda S2 femenino   |
| David Malone            | Natación  | 100 m espalda S9 masculino |
| Bronce                  |           |                            |
| Mary Rice               | Atletismo | 200 m T32-33 femenino      |
| Bridie Lynch            | Atletismo | Peso F12 femenino          |
| Sharon Rice             | Atletismo | Peso F32-33 femenino       |
| Grainne Barrett-Condron | Atletismo | Peso F41 femenino          |
| Sean O'Grady            | Atletismo | Disco F54 masculino        |
| Joan Salmon             | Hípica    | Kur Canter grado III mixto |